# Організація Православної церкви
Православна церква, як і Католицька Церква, претендує на те, що єдина, свята, католицька та апостольська церква, заснована Ісусом Христом .
Православна Церква — це спільнота, що складається з п'ятнадцяти окремих автокефальних (незалежних) ієрархічних церков, які визнають одна одну як "канонічні" православні християнські церкви. Кожна установча церква є самоврядною; її найвищий єпископ (патріарх, митрополит чи архиєпископ) не підпорядковується вищій земній владі. Кожна регіональна церква складається з установчих єпархій (або єпархій), якими керують єпископи. Деякі автокефальні церкви надали єпархії або групі єпархій різного ступеня автономії або напівавтономії (у Московському патріархаті — самоврядування). Такі автономні церкви зберігають різний рівень залежности від своєї матері-церкви, як правило, визначений у Томосі чи іншому документі про автономію. У багатьох випадках автономні церкви майже повністю самоврядні, а мати-церква зберігає лише право призначати єпископа найвищого рангу (часто архиєпископа або митрополита) автономної церкви. 
Нормальне управління здійснюється через синод єпископів у кожній церкві. У разі питань, які виходять за рамки єдиної церкви, кілька самоврядних церков направляють своїх представників до більш широкого синоду, іноді достатньо широкого, щоб його можна було назвати православним "Вселенським собором". Вважається, що такі ради мають вищий авторитет у будь -якої автокефальної церкви або її єпископа. 

## Церковне управління
Православна церква децентралізована, не має центральної влади, земного голови або єдиного єпископа на керівній посаді. Таким чином, Православна Церква канонічно використовує синодичну систему, яка суттєво відрізняється від ієрархічно організованої Католицької церкви, яка дотримується доктрини папського верховенства. Посилання на Вселенського патріарха Константинополя як на лідера є помилковою інтерпретацією його титулу ("перший серед рівних"). Його титул скоріше честь, аніж авторитет, і насправді Вселенський Патріарх не має реальної влади над Церквами, окрім Константинопольської. У його унікальній ролі Вселенський патріарх в деяких джерелах часто згадується як "духовний лідер" Православної Церкви, хоча це не є офіційним титулом патріарха і не використовується в наукових джерелах про патріархат.
Автокефальні церкви перебувають у повному спілкуванні між собою, тому будь-який священик будь-якої з цих церков може законно служити будь-якому члену будь-якої з них.
У ранньому Середньовіччі ранньохристиянська церква управлялася п’ятьма патріархами як державна церква Риму: Риму, Константинополя, Александрії, Антіохії та Єрусалиму; їх спільно називали Пентархією. Кожен патріарх мав юрисдикцію над єпископами у певному географічному регіоні. Так тривало до 927 року, коли автономна Болгарська архиєпископія стала першим новим патріархатом, який приєднався до первісної п’ятірки.
Римський патріарх був "першим на почесному місці" серед п'яти патріархів. Незгода щодо меж його повноважень стала однією з причин Великої розколу, умовно датованої 1054 роком, яка розділила церкву на Католицьку Церкву на Заході на чолі з єпископом Риму та Православну Церкву на чолі з чотирма східними патріархи (Константинополь, Александрія, Антіохія, Єрусалим). Після розколу це почесне першість перейшло до Константинопольського патріарха, якому раніше на Першому Константинопольському соборі було присвоєно друге місце. 
Термін «Західне православ’я» іноді використовується для позначення того, що є технічно вікаріатом в Антіохійській православній та Московській православних церквах, і, отже, є частиною Православної Церкви, як цей термін визначається тут. Члени цього вікаріату зневажають термін "Західна Православна Церква".
У V столітті орієнтальне православ’я ще раніше відокремилося від халкедонського християнства (і тому відокремлено як від Православної, так і від Католицької церкви), задовго до Великої розколу XI століття. Його не слід плутати зі православ’ям.

## Юрисдикції

### Автокефальні православні церкви
Класифікується за порядком вислуги років із зазначенням року незалежності (автокефалії) у дужках, де це можливо. Всього визнано 17 автокефальних православних церков.

#### Чотири стародавні патріархати
1. Вселенський Патріархат Константинополя (незалежність у 330 р., зведений до рангу автокефального Патріархату в 381 р.)
2. Грецька православна церква Александрії
3. Грецька православна церква Антіохії
4. Грецька православна церква в Єрусалимі (незалежність у 451 р., зведена до рангу автокефального Патріархату в 451 р.)

Ці чотири стародавні православні патріархати належать до п’яти єпископських престолів, що формують історичну пентархію, п’ятий — Римський престол. Усі вони прийняли халкедонське визначення і залишилися в спільноті після розколу, що слідував за Халкедонським собором 451 року. Собор був четвертим з Вселенських Соборів, прийнятих халкедонськими церквами, до яких належать православні, а також католицька та більшість протестантських церков. Це був перший собор, який не був визнаний жодною орієнтальною православною церквою (класифіковані як нехалкедонські).

#### Нові патріархати
1. Болгарська православна церква (870, патріархат з 918/919, визнаний Вселенсським патріархатом Константинополя у 927 р. [6] )
2. Грузинська апостольська автокефальна православна церква  (486, Патріархат з 1010 р.)
3. Сербська православна церква (1219, Патріархат з 1346)
4. Російська православна церква (1448 р., визнана в 1589 р.[7])
5. Румунська православна церква (1872, визнана 1885, Патріархат з 1925)

#### Автокефальні архієпископії
1. Церква Кіпру (визнана 431 р.)
2. Церква Греції (1833, визнана 1850) [8]
3. Автокефальна православна церква Албанії (1922, визнана в 1937)
4. Охридська архієпископія (Македонська православна церква, визнана у 2022)

#### Автокефальні митрополії
1. Польська автокефальна православна церква (1924) [a]
2. Православна церква Чеських земель і Словаччини (1951) [b]
3. Православна церква в Америці (1970 р., визнана Московським патріархатом та лише 5 іншими церквами, але не визнана Вселенським патріархатом Константинополя) [c]
4. Православна церква України (автокефалія від 15 грудня 2018 року, визнана Вселенським патріархатом 5 січня 2019 року, Церквою Греції 12 жовтня 2019 року [10] [11] [12] Александрійським патріархатом 8 листопада 2019 року, [13] [14] [15] [16] та Церквою Кіпру 24 жовтня 2020 року [17] [18] [19] )

Чотири стародавні патріархати є найстаршими, за ними йдуть п'ять молодших патріархатів. Автокефальні архієпископства слідують за патріархатами по старшинству, єдиною давньою є церква Кіпру (431 р. Н.е.). У диптихах Московського патріархату та деяких її дочірніх церков (наприклад, православної церкви в Америці) рейтинг п’яти молодших патріарших церков відрізняється. Слідом за російською церквою за групою йде грузинська, а за нею сербська, румунська, а потім болгарська. Рейтинг архиєпископств такий самий.

### Автономні східні православні церкви
Під Вселенським патріархатом Константинополя:
- Самоврядна чернеча громада Атосу
- Естонська апостольсько-православна церква* (автономія визнана Вселенським патріархатом Константинополя, але не Московським патріархатом)
- Православна церква Фінляндії

Під Грецькою православною церквою Антіохії:
- Антіохійська православна архиєпархія Північної Америки
- Антіохійська православна архиєпархія Австралії, Нової Зеландії та всієї Океанії

Під Грецькою православною церквою Єрусалима:
- Православна церква на горі Синай

Під Московським патріархатом:
- Православна церква в Японії* (автономія не визнана Вселенським патріархатом Константинополя)
- Китайська православна церква* (практично не існує, автономія не визнана Вселенським патріархатом Константинополя)

Під Сербською православною церквою:
- Православна Охридська архиєпископія

Під Румунською православною церквою
- митрополія Бессарабії
- Митрополія двох Америк
- Митрополія Західної та Південної Європи

* Автономія не є загальновизнаною.

### Напівавтономні церкви
Під Вселенським патріархатом Константинополя:
- Церква Криту

Під Московським патріархатом:
- Латвійська православна церква
- Українська православна церква (Московський патріархат) * (напівавтономія не визнається Вселенським патріархатом Константинополя з жовтня 2018 року, Александрійським патріархатом з листопада 2019 року, Церквою Греції з серпня 2019 року та Церквою Кіпру з жовтня 2020 року)
- Молдовська православна церква (напівавтономія не визнається Румунською православною церквою)

- Естонська православна церква Московського патріархату*
- Російська православна церква за межами Росії

### Православні церкви з обмеженим самоврядуванням, але без автономії
Під Вселенським патріархатом Константинополя:
- Грецька православна архиєпархія Італії та Мальти
- Корейська православна церква
- Екзархат Філіппін
- Американська карпато-російська православна єпархія
- Українська Православна Церква Канади
- Українська православна церква США

Під Московським патріархатом:
- Архиєпархія російських православних церков у Західній Європі

## Невизнані церкви

Часоплин основних невизнаних і справжніх православних церков, що вийшли з Сербської православної церкви

Часоплин основних невизнаних і справжніх православних церков, що вийшли з Російської православної церкви

### Невизнані Церкви, що слідують Справжньому Православ’ю
Це церкви, які відокремилися від загальноприйнятого спілкування з питань екуменізму та реформи календаря з 1920-х років. Через те, що ці церкви сприймають як помилки модернізму та галузевої теорії (яку вони називають "екуменізмом") в основному Православ'ї, вони утримуються від співслужіння Божественної Літургії з основними православними, зберігаючи, що вони повністю залишаються в межах канонічні межі Церкви: тобто сповідування православної віри, збереження законної апостольської спадкоємності та існування в громадах з історичною спадкоємністю.
Церкви, які слідують Справжньому Православ’ю:
- Болгарська православна церква за старим календарем
- Румунська православна церква старого календаря
- Сербська справжня православна церква
- Російська справжня православна церква (Лазар Журбенко)
- Російська православна автономна церква
- Автономна православна митрополія Північної та Південної Америки та Британських островів
- Справжня православна митрополія Німеччини та Європи [d]

### Невизнані Церкви, які добровільно залишаються поза будь-яким спілкуванням
Ці Церкви не практикують спілкування з іншими православними юрисдикціями Сходу і не визнають одна одну. Однак, як і справжні православні церкви вище, вони вважають себе в канонічних межах Церкви: тобто сповідують Православну віру, зберігаючи те, що, на їхню думку, є законною апостольською спадкоємністю, і існують у спільнотах з історичною спадкоємністю. Тим не менш, їхні стосунки з усіма іншими Православними Церквами залишаються неясними, оскільки Православні Церкви зазвичай визнають та визнають інші.
- Старообрядці (з численними церквами)
- Давньогрецькі греки (з численними церквами)
- Катакомбна церква
- Російська православна церква в Америці

### Церкви, які не визнані
Наступні Церкви визнають усі інші поширені Православні Церкви, але жодна з них не визнає їх через різні суперечки:
- Абхазька православна церква
- Американська православна католицька церква
- Білоруська автокефальна православна церква
- Асоціація хорватських православних віруючих (громадська асоціація)
- Македонська православна церква - Охридська архієпископія (до 2022)
- Чорногорська православна церква
- Турецька православна церква

### Церкви, які не є ні визнаними, ні повністю православними
Наступні Церкви використовують термін "православні" у своїй назві і несуть віру чи традиції Православної Церкви, але поєднують вірування та традиції інших конфесій за межами Православ'я:
- Євангельська православна церква ( поєднується з протестантською - євангельська та харизматична - елементи)
- Православно-католицька церква Америки (поєднується з католицькими та православними елементами)
- Скандинавська Католицька Церква в Італії (спочатку називалася Православною Церквою в Італії, вона мала зв’язки з УПЦ КП; тепер асоціюється з Північно-Католицькою Церквою та Союзом Скрантона )
- Лузітанська православна церква (поєднання з католицькими елементами)
- Спільнота Західних Православних Церков (поєднання з елементами Орієнтальної Православної Церкви)
  - Кельтська православна церква
  - Французька православна церква
  - Православна церква галлів